# Mühlenstraße 200 (Mönchengladbach)

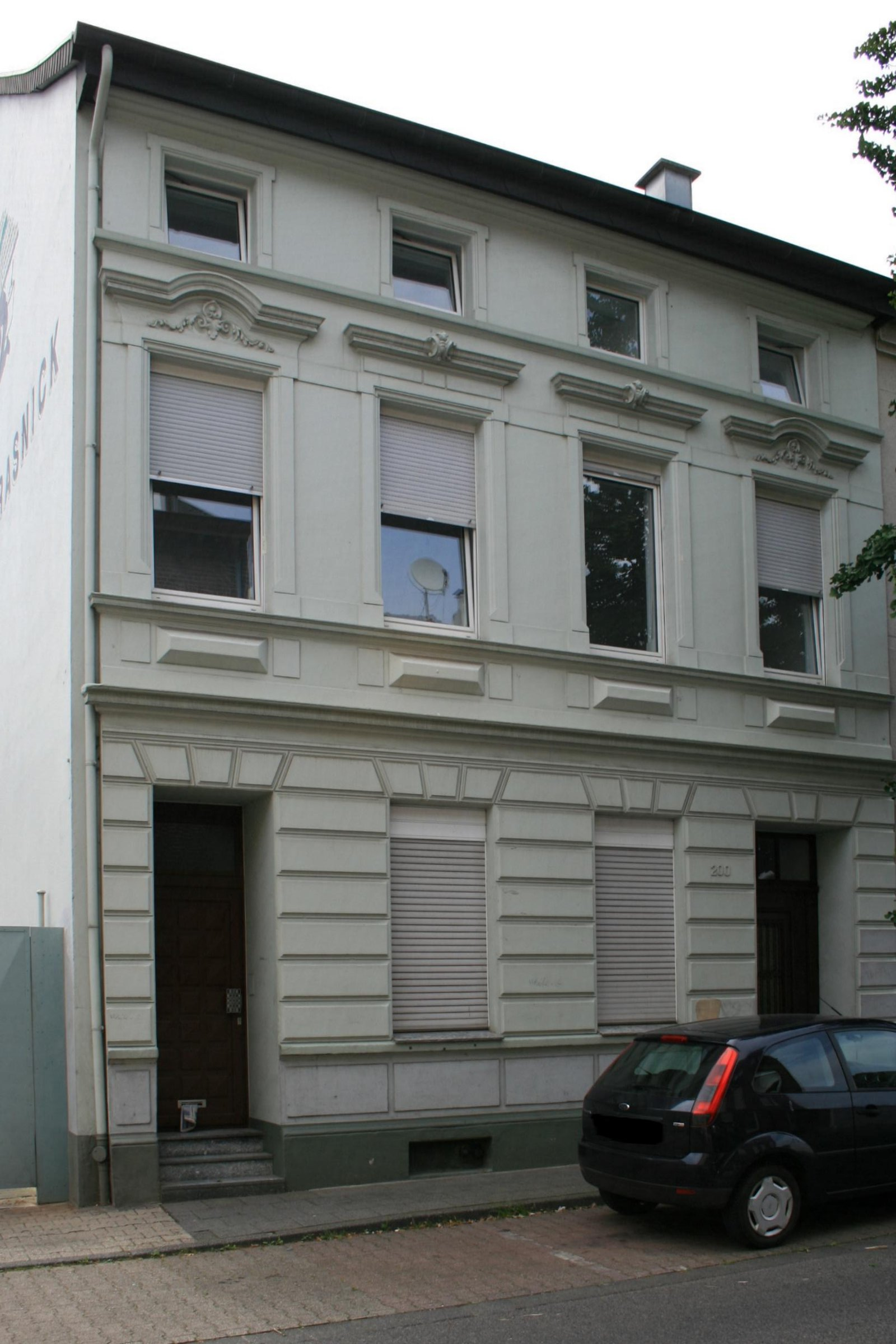
Wohnhaus (2020)

Das Wohnhaus Mühlenstraße 200 steht im Stadtteil Rheydt in Mönchengladbach (Nordrhein-Westfalen).
Das Gebäude wurde 1887 erbaut. Es wurde unter Nr. M 030 am 15. Dezember 1987 in die Denkmalliste der Stadt Mönchengladbach eingetragen.

## Lage
Die alte Mühlenstraße verbindet die Friedrich-Ebert-Straße mit dem aufgegebenen Bahnhof Geneicken.

## Architektur
Das 1887 erbaute Wohnhaus ist freistehend und zeigt 2 ½ : 4 Achsen. Ein Satteldach schließt das Gebäude nach oben ab. Insgesamt ist das Objekt als typisches Beispiel innerhalb weitgehend erhaltener historistischer Bausubstanz schützenswert.